# Гіллякесте
Гіллякесте (ест. Hilläkeste) — село в Естонії, входить до складу волості Меремяе, повіту Вирумаа.